# Hudoq

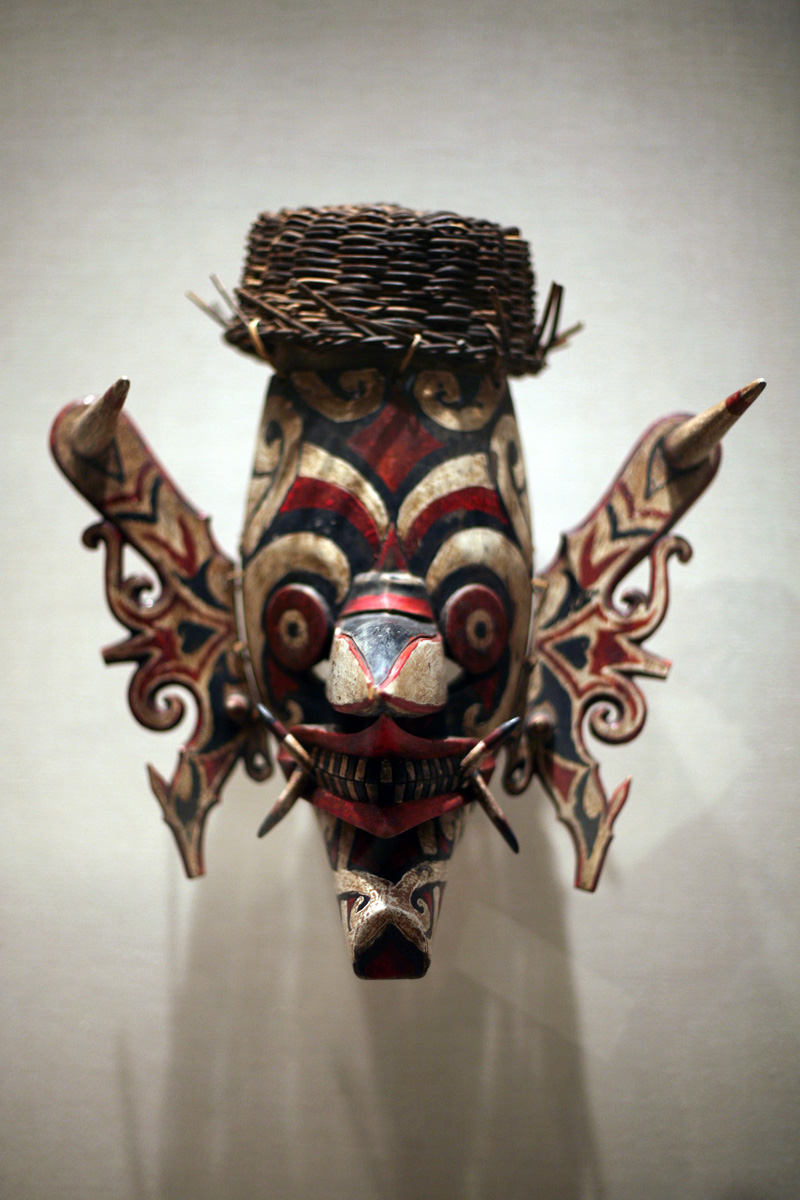
Hudoqmasker

Hudoq is de naam van een dansfestival voor een goede oogst van het volk Dayak van de provincie Oost-Kalimantan en in beperkte zin voor de dansers die daarbij optreden en plagen uitbeelden.
Volgens de Bahau, Busang, Modang, Ao’heng en Penihing volkeren zijn hudoqs 13 plagen waaronder ratten, leeuwen en kraaien die de oogst vernielen. Op het festival beelden dansers met maskers de plagen uit. De dansers dragen jassen van de bast van arecapalm of bananenboom. De dans duurt één tot vijf uur en eindigt ermee, dat twee menselijke hudoqs de plagen verjagen.
Het festival vindt jaarlijks plaats van september tot oktober nadat de mensen het land hebben voorbereid om rijst te planten.